# Palazzo Borsig
Il Palazzo Borsig (in tedesco Palais Borsig) era un edificio all'angolo tra la Voßstraße e la Wilhelmstraße nel centro di Berlino e una delle più grandi ville in stile italiano in Germania. Completato nel 1877 per l'industriale Albert Borsig, che morì prima di potervi trasferirsi, l'edificio servì per un periodo come banca. Nel 1933 divenne la residenza del vice cancelliere Franz von Papen, dove solo un anno dopo si sarebbero svolte vicende relative alla notte dei lunghi coltelli. In seguito, Palazzo Borsig fu convertito nella nuova sede delle Sturmabteilung (Truppe Tempesta) su ordine diretto di Adolf Hitler. Fu poi integrato nella Nuova Cancelleria del Reich da Albert Speer nel 1938. Il palazzo fu gravemente danneggiato durante la seconda guerra mondiale e, insieme alla Cancelleria di Hitler, demolito dalle forze sovietiche nel 1947.

## Costruzione

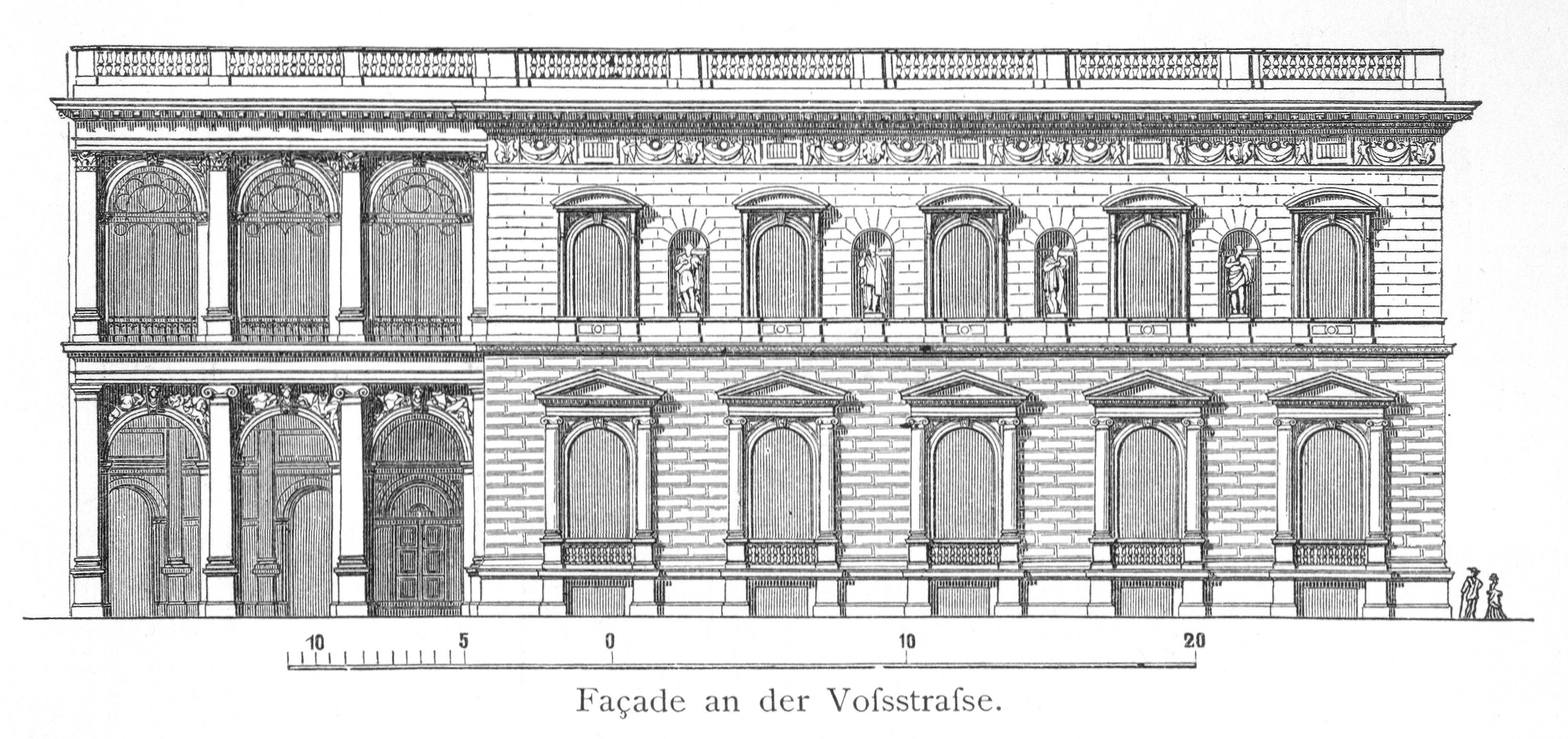
Facciata sulla Voßstraße del Palazzo Borsig.

Albert Borsig (1829–1878), industriale e figlio del fondatore della Borsig Lokomotiv-Werke August Borsig, assunse i migliori architetti e artisti di Berlino per la sua nuova abitazione. Fu progettata in stile neorinascimentale italiano da Richard Lucae, direttore dell'Accademia di architettura di Berlino. Gli eminenti scultori Reinhold Begas, Otto Lessing, Erdmann Encke ed Emil Hundrieser contribuirono tutti al progetto. Statue di Archimede, Leonardo da Vinci, James Watt, George Stephenson e Karl Friedrich Schinkel furono posizionate in nicchie al piano superiore per simboleggiare il progresso tecnologico. Con pareti ricoperte da lastre di arenaria, la costruzione ebbe luogo tra il 1875 e il 1877.

## Storia

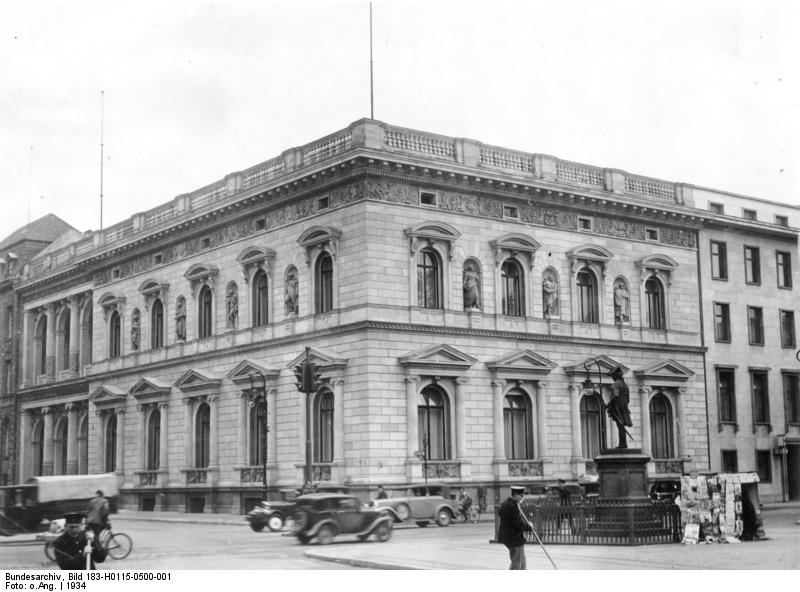
Il Palazzo Borsig nel 1934.

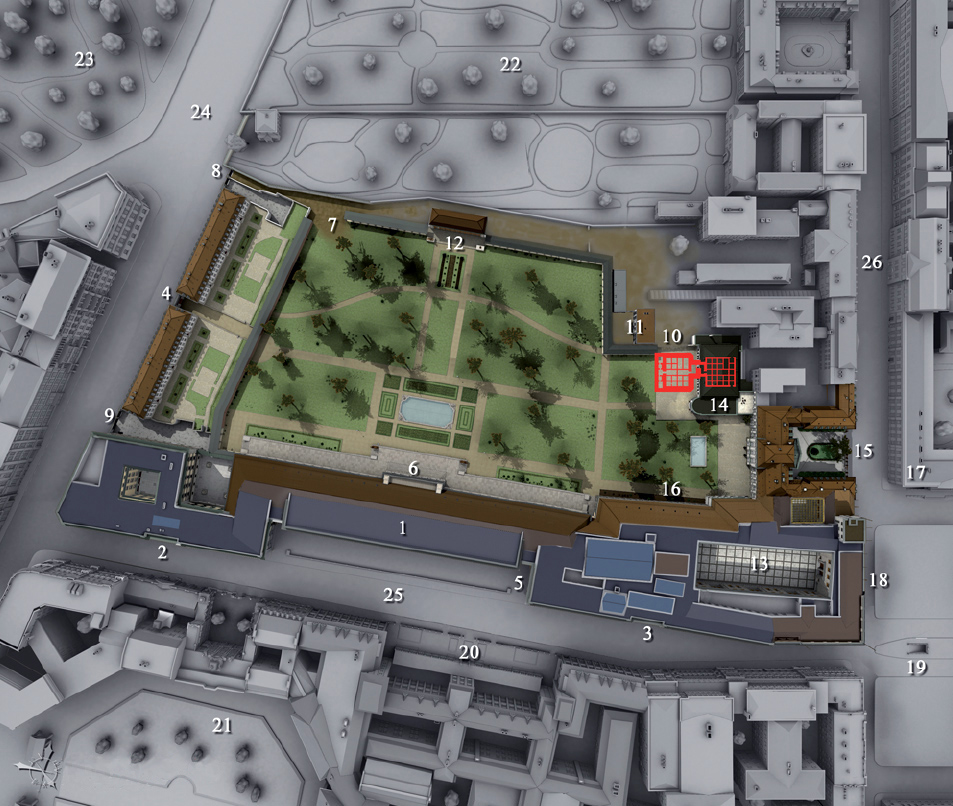
Il complesso della Cancelleria del Nuovo Reich nel 1940. Il palazzo Borsig si trova nell'angolo in basso a destra, con il tetto marrone chiaro.

La famiglia Borsig non utilizzò mai l'edificio come residenza, poiché Albert Borsig morì poco dopo il suo completamento. Nel 1904 divenne la sede centrale della Banca ipotecaria prussiana (Preußische Pfandbriefbank).
Nel giugno del 1933, il palazzo Borsig divenne la residenza ufficiale e gli uffici del vicecancelliere della Germania, Franz von Papen. Il 23 marzo 1934 il governo nazista acquistò la vicecancelleria (Reichsvizekanzlei). Durante questo periodo l'edificio fu anche chiamato "unità di reclamo del Reich", poiché von Papen e i suoi più stretti collaboratori formarono un gruppo di resistenza conservatore alla dittatura nazista. Questo "circolo Papen" includeva sette membri del suo staff: Herbert von Bose, Wilhelm Freiherr von Ketteler, Friedrich Carl von Savigny, Fritz Günther Tschirschky, Hans von Kageneck, Kurt Josten e Walter Hummel. Erano coinvolti anche l'avvocato Edgar Julius Jung e membri del suo studio.
Durante la "notte dei lunghi coltelli", una purga ai vertici delle Sturmabteilung (SA), Hitler colse l'occasione per far arrestare o giustiziare vari altri oppositori politici. Tra questi c'erano membri del "Circolo Papen", e la mattina del 30 giugno 1934 il Palazzo Borsig fu preso d'assalto da una squadra delle SS e da alcuni agenti della Gestapo. Bose, l'addetto stampa della Vice-Cancelleria, fu costretto a entrare in una sala conferenze - presumibilmente per essere interrogato - e sparato alle spalle dieci volte mentre si sedeva. Papen fu posto agli arresti domiciliari nel suo appartamento privato in Lennéstraße. Tschirschky, Savigny e Hummelsheim furono tutti arrestati e trattenuti temporaneamente nel quartier generale della Gestapo. Kageneck, Ketteler e Josten riuscirono ad andarsene senza impedimenti e fuggirono. Jung - che era già stato arrestato il 25 giugno - fu fucilato più tardi quello stesso giorno.

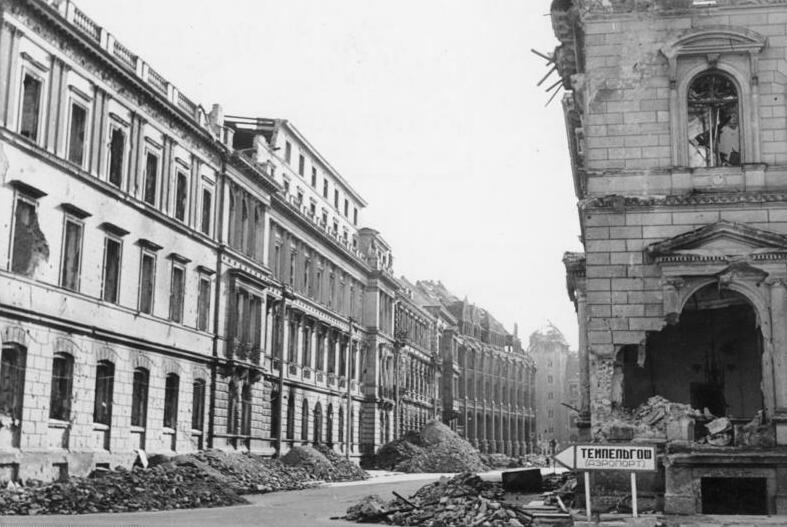
Vista lungo la Voßstraße nel 1946, con le rovine del Palazzo Borsig sulla destra.

Il giorno dopo, Hitler ordinò ad Albert Speer di ricostruire Palazzo Borsig trasformandolo in uffici per la nuova leadership delle SA. Quando il personale rimanente di Papen si lamentò, Hitler si infuriò e ordinò loro di andarsene entro 24 ore. Speer iniziò immediatamente i lavori di ristrutturazione e disse agli operai di creare quanta più polvere e rumore possibile. Nelle sue memorie, scrisse: "Ventiquattro ore dopo se ne andarono. In una delle stanze vidi una grande pozza di sangue secco sul pavimento. Lì, il 30 giugno, Herbert von Bose, uno degli assistenti di Papen, era stato colpito. Distolsi lo sguardo e da allora in poi evitai la stanza. Ma l'incidente non mi colpì più profondamente di così." Durante l'estate e l'autunno del 1934 le SA si trasferirono: 32 stanze divennero l'Ufficio di comando supremo delle SA (Oberste SA-Führung (OSAF) ) sotto la guida di Viktor Lutze e 12 stanze furono dedicate agli uffici di Otto Meißner come "Capo della cancelleria presidenziale del Führer".

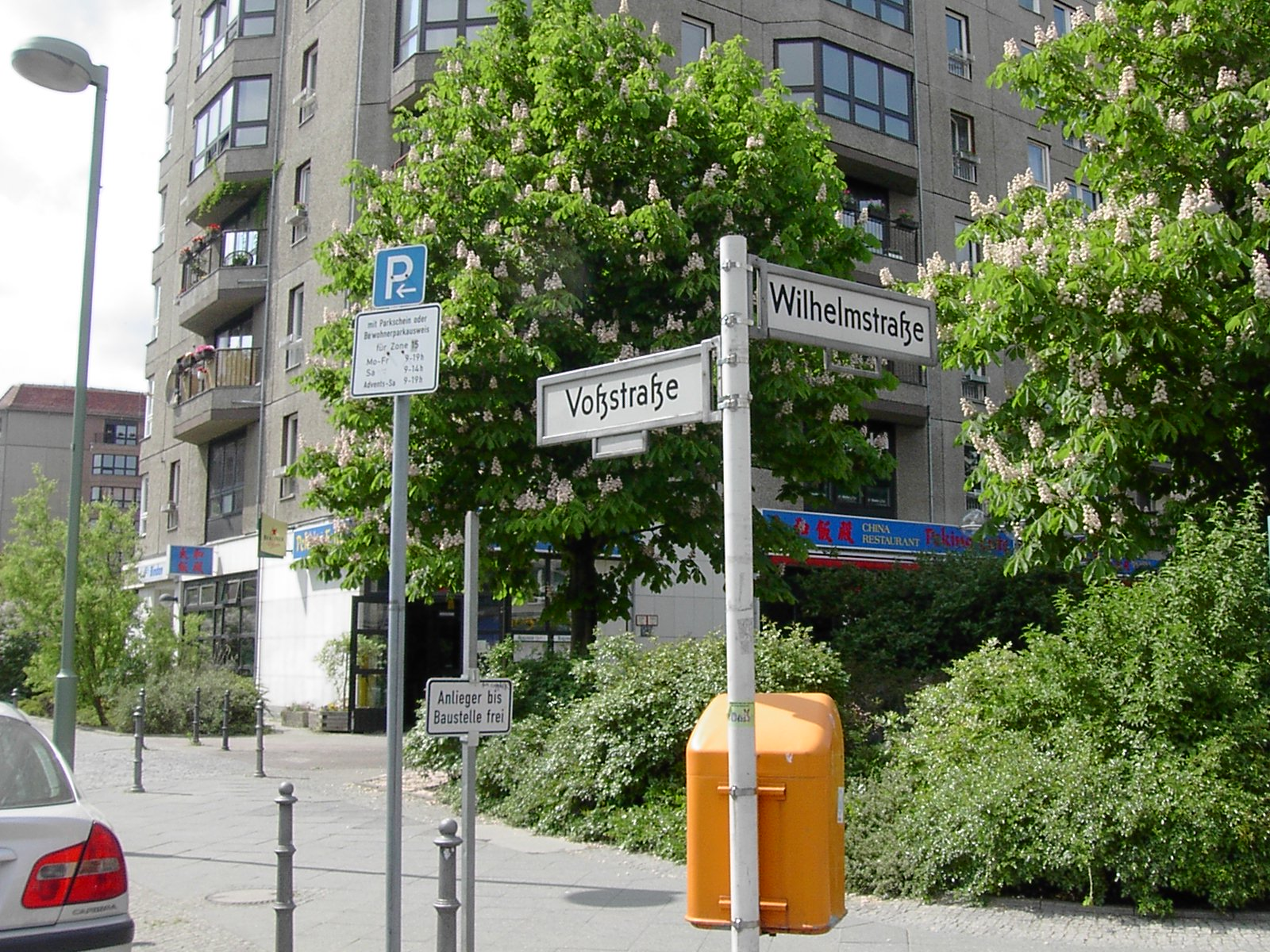
Sito del Palazzo Borsig oggi.

Nel 1937 Speer fu incaricato di costruire l'enorme Nuova Cancelleria del Reich, che avrebbe dovuto occupare l'intero isolato, incluso l'angolo tra Voßstraße e Wilhelmstraße dove sorgeva il Palazzo Borsig. L'edificio fu mantenuto e integrato nel progetto. L'intero complesso venne gravemente danneggiato durante la seconda guerra mondiale, prima dai bombardamenti alleati e poi dai successivi incendi nella Battaglia di Berlino. Fu infine demolito dalle forze di occupazione sovietiche nel 1947 e alcune parti utilizzate per progetti di ricostruzione a Berlino. Oggi, l'ex area del Palazzo Borsig e il vicino Führerbunker sono occupati da condomini di nove piani, un ristorante cinese e un parcheggio (nella foto).

## Ville Borsig
Altri due edifici a Berlino hanno ricevuto il nome "Villa Borsig", da non confondere con il "Palais Borsig". Sono:
- Borsig-Villa Reiherwerder a Berlino-Reinickendorf sul Tegeler See
- Villa Borsig a Berlino-Moabit in Straße Alt-Moabit, 1849-1911